# Ceathrú Thaidhg
Ceathrú Thaidhg (Engels: Carrowteige) is een plaats in het Ierse graafschap Mayo. De plaats bevindt zich in de Gaeltacht.